# Dominga Herrera
María Dominga Herrera, más conocida como Dominga Herrera, (Ilobasco, 4 de agosto de 1911-Ibidem, 11 de mayo de 1982) fue una ceramista salvadoreña considerada la creadora de  la miniatura en barro de Ilobasco en El Salvador, género que desde entonces forma parte de la tradición nacional.  Pionera de las "sorpresas miniaturas" en la cultura salvadoreña, que son figuras miniaturas en barro escondidas debajo de tapaderas con forma oval. Estas sorpresas tienen diferentes temáticas como religiosa, típicas o profesionales.
Parte de la obra de Dominga Herrera se encuentra exhibida en el Museo de Arte Popular en El Salvador, ubicado en San Salvador y que desde 2001 creó una Sala de la Miniatura que lleva su nombre.

## Biografía
Nació en Ilobasco, departamento de Cabañas, El Salvador el 4 de agosto de 1911. Hija de madre ceramista, María Teresa Herrera, y padre alfarero, Lucio Rivas. Aprendió a trabajar el barro luego de terminar sus estudios primarios.
Formó parte de la Cooperativa de Ceramistas en 1956, además de enseñar la técnica miniaturista a sus contemporáneos ceramistas en la ciudad de Ilobasco.
En 1981 a los setenta años de edad cae enferma siendo internada en el Hospital Rosales de la ciudad de San Salvador. Posteriormente fue dada de alta, regresando a Ilobasco dónde continuó haciendo miniaturas. Sin embargo, fallece poco tiempo después, el 11 de mayo de 1982.

## Obra
Trabajó desde los seis años haciendo muñecos rústicos, entre los trece y catorce años comenzó con el arte miniatura. Después de haber terminado sus estudios primarios en 1925 comenzó a realizar figurillas en miniatura. 
"No me acuerdo muy bien del principio de las miniaturas…bueno es que yo tomé un poquito de barro y (hice)…un muñequito, le hice una camita…pero todo bien pequeñito…"

Dominga Herrera.

### Técnica

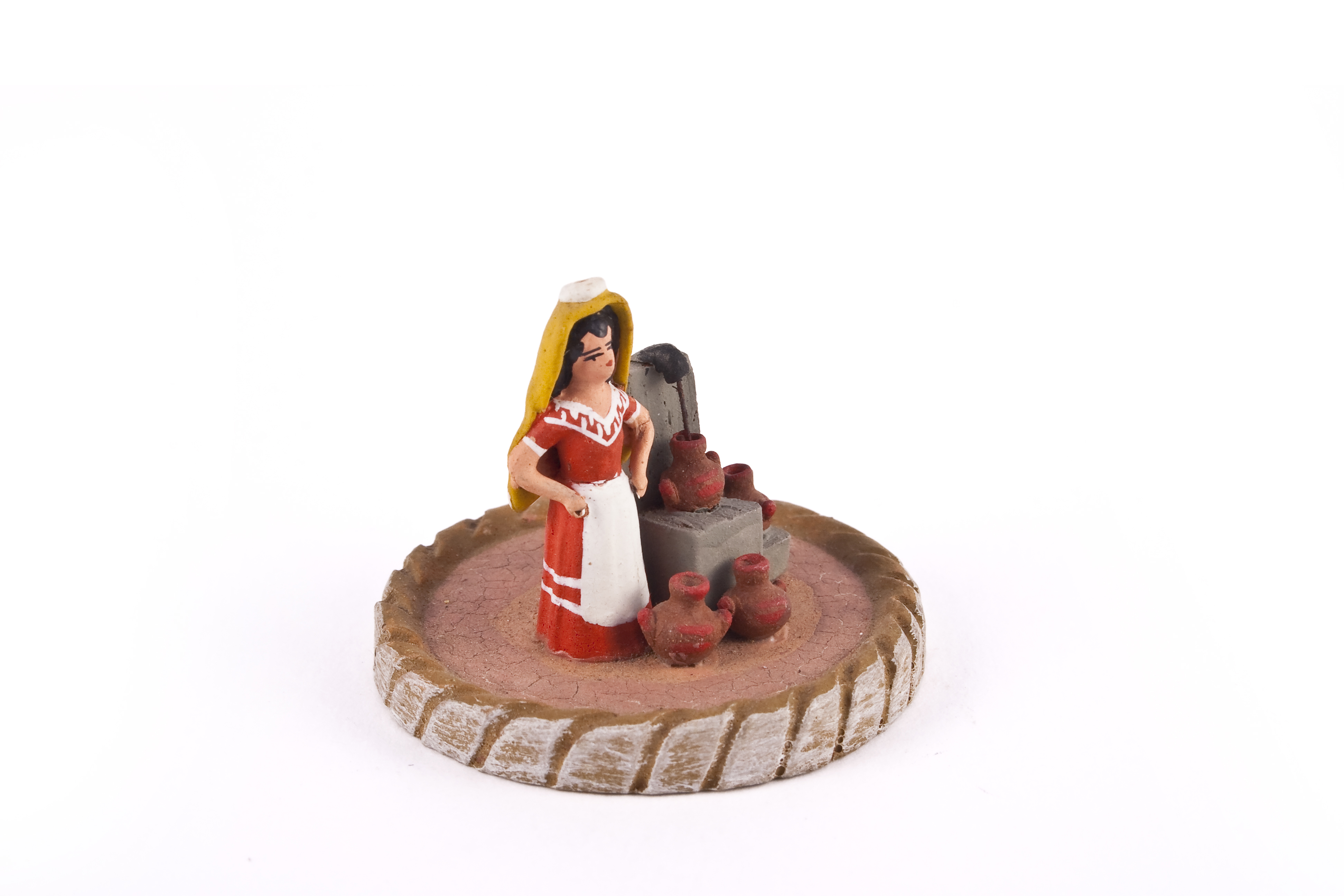
Mujer llenando cántaros de agua, obra de Dominga Herrera

Posteriormente desarrolló la miniatura típica elaborando escenas que reflejaban la vida del pueblo, como mujeres con oficios cotidianos: tortilleras, tamaleras, vivanderas, lavanderas además de vendedoras de frutas, gallinas, sombreros, comida, dulces y bebidas tradicionales.
También elaboró por encargo altares, escenarios, indios, ranchos y animales. Para la elaboración de las tapaderas recibía apoyo de su esposo Juan Abrego, quien fabricaba también las herramientas de trabajo de Dominga. Compartió la técnica miniaturista a su hija Ana Marina Herrera.

### Reconocimientos
El Taller de Dominga estaba situado en el barrio El Calvario en Ilobasco.
Sus obras son exhibidas en el Museo de Arte Popular que  cuenta con más de 4 mil piezas de la ceramista. El trabajo de Herrera le valió reconocimiento tanto dentro como fuera de El Salvador. 
Su obra fue exhibida en exposiciones nacionales como internacionales. Una de ellas fue la exposición Puerta de Oro en San Francisco, California, Estados Unidos.
En mayo de 1944 la revista National Geographic publicó una fotografía de Herrera. Junto a parte de sus obras. En ese mismo año el presidente de la República, Maximiliano Hernández Martínez le otorgó una diploma por el desarrollo de sus obras miniatura.
En 1945, mostró su obra en la IV Exposición Artístico Industrial realizada en la ciudad de Santa Ana, en dónde se le otorgó un reconocimiento al mérito y una medalla de plata.